# Triple sec
Triple sec é um licor cítrico incolor com sabor de laranja. É utilizado em diversos coquetéis e receitas para adoçá-los e conferir com leve toque cítrico. O sabor de laranja vem das cascas secas que são maceradas em álcool para suavizar seu sabor.

## História
Segundo a destilaria Combier, o triple sec teria sido criado em 1834 por Jean-Baptiste Combier e sua esposa.
Em 1878 a bebida já era famosa - na Exposition Universelle de 1878 em Paris, diversas destilarias estavam oferecendo "Curaço  [sic] triple sec", bem como "Curaço doux".
A bebida recebe tal nome devido à destilação tripla pela qual as laranjas e outras frutas passam. Já a palavra sec significa "seco", em Francês.